# Drum – Wahrheit um jeden Preis
Drum – Wahrheit um jeden Preis (Originaltitel: Drum) ist ein südafrikanisch-US-amerikanisch-deutsches Filmdrama aus dem Jahr 2004 von Regisseur Zola Maseko mit Taye Diggs und Gabriel Mann in den Hauptrollen. 

## Handlung
Der Film spielt in den 1950er Jahren und beruht auf realen Personen und Begebenheiten. Er handelt von den Mitarbeitern des südafrikanischen Magazins Drum, das im Johannesburger Stadtteil Sophiatown hergestellt wird. Südafrika wird in dieser Zeit von der Apartheid beherrscht, Menschen unterschiedlicher Hautfarbe arbeiten nicht gleichberechtigt zusammen. Eine Ausnahme bildet die Redaktion von Drum, wo Schwarze und Weiße kollegial miteinander umgehen. Im Mittelpunkt stehen der junge Redakteur Henry Nxumalo, dargestellt vom US-Amerikaner Taye Diggs, und der Cheffotograf, der in Deutschland geborene Jürgen Schadeberg, gespielt von Gabriel Mann. Sophiatown ist damals der Ort, an dem die urbane Kultur der schwarzen Südafrikaner am stärksten ausgeprägt ist. Die Redaktion von Drum, etwa die Journalisten Can Themba und Todd Matshikiza, sowie Nelson Mandela, der auch in der Realität oft in Drum porträtiert wurde, werden ebenfalls im Film dargestellt.
Der Film beginnt mit einer Reportage Nxumalos von einem Boxkampf, an dem Nelson Mandela als Zuschauer (Lindane Nkosi) teilnimmt. Nxumalo lässt seine Frau Florence (Moshidi Motsheegwa) zu Hause und beginnt eine Affäre mit einer Sängerin. Der Herausgeber von Drum, Jim Bailey (Jason Flemyng), bittet Nxumalo, eine Reportage über die kriminelle Szene in den Townships zu schreiben. Nxumalo willigt ein. Bei seinen Recherchen in Sophiatown sieht er, wie Gangsterboss Slim (Zola) einen Menschen tötet. Bestärkt von seiner Frau und Nelson Mandela und mit der Hilfe von Jürgen Schadeberg, traut sich Nxumalo, als investigativer Journalist tätig zu sein. Er lässt sich auf einer Kartoffelfarm anstellen und berichtet als verdeckter Ermittler von den katastrophalen Lebensbedingungen auf der Farm. Schließlich lässt er sich ins Gefängnis werfen, um anschließend über die Bedingungen zu berichten. Diese Aktionen bringen ihm großen Erfolge ein.
Nxumalo kämpft gegen Rassismus und Apartheid, die auch in Sophiatown zu finden sind. Er hat aber auch als Journalist keine Chance gegen die Machthaber, die die Bewohner Sophiatowns vertreiben und den Stadtteil abreißen lassen. Am Ende des Films wird er Opfer einer Verschwörung. Nxumalo wird von unbekannten Tätern erstochen, als er versucht, sich gegen den Abriss Sophiatowns zu stellen. 

## Hintergründe
Ursprünglich plante Zola Maseko eine sechsteilige Fernsehserie namens Sophiatown Short Stories, für die aber nicht genug finanzielle Mittel zur Verfügung standen. Drum – Wahrheit um jeden Preis ist Masekos erster Feature-Film. Das Budget betrug rund 30 Millionen Rand, damals etwa vier Millionen Euro. Die Aufnahmen erfolgten in Südafrika. Sie begannen im Mai 2004 und dauerten rund sechs Wochen. Am 29. Mai 2004 wurde der Produzent Dumisani Dlamini durch einen Kopfschuss getötet. Der Soundtrack besteht überwiegend aus Jazzmusik der Art, die in den 1950er Jahren besonders in Sophiatown populär war. 
Anders als im Film dargestellt wurde Nxumalo erstochen, als er einen Abtreibungsskandal untersuchte.
Nxumalo, Schadeberg und Bailey wurden durch US-amerikanische Schauspieler verkörpert, die übrigen Darsteller stammen aus Südafrika. 

### Erstaufführungen
Die Premiere fand im September 2004 beim Toronto International Film Festival in Toronto statt. Anschließend wurde er auf verschiedenen Filmfestivals gezeigt, etwa in Deutschland als Eröffnungsfilm des Filmfest München am 25. Juni 2005 sowie in einer synchronisierten Fassung ab dem 1. Dezember 2005 im Verleih. In südafrikanische Kinos kam der Film im Juli 2006. In den USA erschien der Film jedoch nur als DVD-Version.

## Kritiken
Der Film wurde überwiegend positiv beurteilt. 

„… an intelligent, moving film steeped in an authentic sense of time and place. (… ein intelligenter, bewegender Film, eingetaucht in ein authentisches Gefühl für Zeit und Ort.)“

„… an intelligent and affecting take on political radicalization in 1950s Johannesburg. (… eine intelligente und berührende Aufnahme der politischen Radikalisierung im Johannesburg der 1950er Jahre.)“

„… unoriginal plotting techniques to convey the story of an investigative journalist attempting to expose racial injustices in a society coming to grips with the newly introduced edicts of apartheid ... depends on just a few too many big-screen cliches and predictable plot-turns. (… unoriginelle Plot-Techniken, um die Handlung von einem investigativen Journalisten darzustellen, der versucht, die rassistischen Ungerechtigkeiten einer Gesellschaft zu enthüllen, die sich mit den neu eingeführten Erlassen der Apartheid auseinandersetzen muss ... hängt von zu vielen Leinwandklischees und vorhersehbaren Handlungsabläufen ab.)“

„… Der Film will ein Zeichen der Hoffnung setzen und ein Beispiel dafür geben, dass ein gesellschaftliches Miteinander zwischen den Rassen möglich ist, wenn auch nicht ohne Kontroversen. Zwar nicht immer an historischer Genauigkeit ausgerichtet, entreißt der Film ein wenig bekanntes Kapitel südafrikanischer Apartheid-Geschichte auf berührende Weise dem Vergessen.“

## Auszeichnungen
- Durban International Film Festival 2005: „Bester südafrikanischer Film“
- Festival panafricain du cinéma et de la télévision de Ouagadougou 2005, Étalon de Yennenga als  „Bester Film“

## Sonstiges
1988 erschien der Dokumentarfilm Have You Seen Drum Recently? von Jürgen Schadeberg, der dasselbe Thema behandelt. 